# Harbach (Murr)
Der Harbach ist ein Waldbach im Hinteren Mainhardter Wald im Rems-Murr-Kreis im nordöstlichen Baden-Württemberg, der nach über 6 km langem südlichem Lauf beim Weiler Harbach der Kleinstadt Murrhardt von rechts der oberen Murr zufließt.

## Name
Der Bach wird um 1500 als Harttpach erstmals schriftlich erwähnt. Der Name leitet sich vom mittelhochdeutschen Wort hart (='Hardt, als Viehweide dienender Wald') ab. Zur Spracherleichterung ist das -t- entfallen.

## Geographie

### Verlauf
Der Harbach beginnt seinen recht konstant südlichen Lauf am noch flachen oberen Südabfall der Hohen Brach, des mit 586,9 m ü. NHN höchsten Bergs der gesamten Schwäbisch-Fränkischen Waldberge. Sein Ursprung liegt etwa einen Viertelkilometer südsüdwestlich des Großerlacher Weilers Hohebrach am Rand von dessen Rodungsinsel zum Hangwald auf etwa 540 m ü. NHN an der Gemeindegrenze zu Sulzbach an der Murr, die lange seinem Lauf folgt. Gefällereich gräbt er sich auf seinen ersten anderthalb Kilometer, immer wieder kurze und unbeständige Zuflüsse aus kleinen Nebenklingen aufnehmend, bis auf unter 450 m ü. NHN in seine Waldklinge ein, ehe ihm hier sein erster 0,8 km langer Zufluss vom rechten Bergrücken zuläuft, der am Hang des rechten Bergrückens nordöstlich des Sulzbacher Weilers Eschenstruet entsteht. Kurz danach zieht sich erstmals vom linken Bergrücken um den Großerlacher Weiler Frankenweiler herab die offene Flur eine Zeitlang bis fast auf die Talsohle herab.
Im Mittellauf laufen im Bereich des Waldgewanns Hölle in einer wenigsten sechsfüßigen Talspinne kurz nacheinander der halbkilometrige Steinbach von Zwerenberg auf dem rechten Rücken und der wenig längere Rehbach vom linken her zu, der ein gutes Stück südlich von Frankenberg seine Waldklinge durchläuft; die zwei sind die ersten benannten Nebenbäche. Nach dem Rehbach, der Grenzbach zur Gemarkung der Kleinstadt Murrhardt ist, löst diese Großerlach als linken Anlieger ab. Nachdem der Harbach an den Murrhardter Höhenweilern Kieselhof, Hinter- und Vordermurrhärle auf der linken Höhe vorbeigeflossen ist, fließt er in die Stadtgemarkung ein und betritt danach, etwa anderthalb Kilometer vor seiner Mündung, die offene Flur seines sich nun merklich weitenden Talendtrichters. Hier erreicht er den Ortsrand des Weilers Harbach und fließt dann zwischen Harbach am rechten Ufer und dem Weiler Gaisbühl am linken unter der L 1066 hindurch, die den hier nordwestlichen Murrlauf begleitet. Abwärts vom Kreisel der Landesstraße quert er die rechte Murraue und mündet dann gegenüber der Kläranlage von Murrhardt auf etwa 278 m ü. NHN von rechts und zuallerletzt Nordosten in die obere Murr.
Keine öffentliche Straße durchläuft oder quert das Tal des Harbachs; meist auf den unteren Hängen laufen einige Waldwege.

### Einzugsgebiet
Der Harbach entwässert einen 6,8 km² großen, etwa 5,5 km langen und nirgends mehr als 1,6 km breiten Streifen zwischen dem 586,9 m ü. NHN erreichenden Gipfel der Hohen Brach ganz im Norden und der Mündung ganz im Süden zur oberen Murr. Naturräumlich gehört er zu den Schwäbisch-Fränkischen Waldberge, und zwar anfangs und weit überwiegend zu deren Unterraum Hinterer Mainhardter Wald, zuletzt zum Unterraum  Murrtal. An der höchsten nördlichen Wasserscheide auf der Brach grenzt das Einzugsgebiet der oberen Fichtenberger Rot an, die südostwärts zum Kocher läuft und über diesen zum Neckar entwässert, während jenseits der anderen Grenzen der Abfluss diesem über die Murr zuläuft. An der Ostseite läuft nämlich der linke Konkurrent Trauzenbach zu dieser, an der Westseite der Haselbach, beide in ungefährem Parallellauf nach Süden und im Abstand von meist unter zwei Kilometern.
Die Landschaft wird dominiert vom engen und bis fast zuletzt auf dem Grund völlig und an beiden Flanken zumeist von Wald bestandenen Taleinschnitt des Baches, weshalb der Waldanteil im Einzugsgebiet dominiert. Dessen Lauf folgen auf den beiden Rücken vor den Nachbartälern links und rechts kurvenreiche Höhenstraßen nahe den Wasserscheiden, die kleine landwirtschaftliche Siedlungsplätze in Rodungsinseln erschließen, welche im Westen verbunden, im Osten getrennt sind. Deren Anteile diesseits der Scheiden sind neben dem Weiler Hohebrach über der Quelle die einzigen Siedlungsstellen im Bereich des Ober- und Mitteltales. Im Mündungstrichter liegen Siedlungsanteile der Weiler Harbach und Gaisbühl.
Der Bach entsteht im Übergangsbereich von der großen Schwarzjuraplatte, die auf der Hohen Brach liegt, zu den Ober- und vor allem Mittelkeuperschichten darunter. Der Gipskeuper (Grabfeld-Formation) wird vom Bachbett erst etwa zu Füßen des Kieselhofes erreicht, danach verbreitert sich das Tal zusehends. Er mündet dann immer noch auf Höhe des Gipskeupers im breiten Auensedimentband der Murr. Im mittleren Bereich quert die Neckar-Jagst-Senke das Tal etwa bei der erwähnten Talspinne an der Hölle von Westsüdwest nach Ostnordost, eine weitreichende Senkungszone, von der an der Nordseite eine Störungslinie nachgewiesen ist. Wo sie im Feldgewann Hart über den östlichen Rücken läuft, liegt zwischen den Höhenweilern Frankenweiler und Kieselhof eine kleine Schwarzjurainsel auf einer Höhe von nur etwa 510 m ü. NHN.

### Zuflüsse
Außer den hier allein aufgeführten zwei auf Karten benannten Zuflüssen am Mittellauf münden zuvor und danach in den Harbach noch wenigstens ein weiteres Dutzend teils nur periodischer Wasserläufe vom Hang oder aus Nebenklingen von beiden Seiten, die alle weniger als einen Kilometer lang sind.
- Steinbach, von rechts und Westen auf etwa 332 m ü. NHN[LUBW 1] aus der Steinklinge, 0,5 km[LUBW 2] und über 0,2 km².[LUBW 5] Entsteht auf knapp 460 m ü. NHN[LUBW 1] nördlich von Sulzbach-Zwerenberg.
- Rehbach, von links und Nordosten auf etwa 330 m ü. NHN[LUBW 1] in der Hölle, 0,6 km[LUBW 2] und unter 0,3 km².[LUBW 5] Entsteht auf etwa 485 m ü. NHN[LUBW 1] am Westabfalls des Hart zwischen Großerlach-Frankenweiler im Norden und dem Murrhardter Kieselhof im Süden.

## Naturschutz
Etwas nördlich des Weilers Harbach liegt am linken Unterhang zwischen Bach und unterem Hangwaldrand das 0,6 ha große Naturschutzgebiet Harbacher Quellsumpf, ein im Gipskeuper liegendes Hangquellmoor, das Tuffbildungen zeigt. Es liegt innerhalb des kleinen Landschaftsschutzgebietes Harbachtal, das einen Teil des Untertals und daran angrenzendes Gebiet umfasst. Das gesamte Einzugsgebiet liegt im Naturpark Schwäbisch-Fränkischer Wald.

### LUBW
Amtliche Online-Gewässerkarte mit passendem Ausschnitt und den hier benutzten Layern: Lauf und Einzugsgebiet des Harbachs

Allgemeiner Einstieg ohne Voreinstellungen und Layer: Daten- und Kartendienst der Landesanstalt für Umwelt Baden-Württemberg (LUBW) (Hinweise)
1. 1 2 3 4 5 6  Höhe nach dem Höhenlinienbild auf dem Hintergrundlayer Topographische Karte.
2. 1 2 3 4  Länge nach dem Layer Gewässernetz (AWGN).
3. ↑  Einzugsgebiet nach dem Layer Basiseinzugsgebiet (AWGN).
4. ↑  Höhe nach grauer Beschriftung auf dem Hintergrundlayer Topographische Karte.
5. 1 2  Einzugsgebiet abgemessen auf dem Hintergrundlayer Topographische Karte.
6. ↑  Steckbrief des Naturschutzgebietes „Harbacher Quellsumpf“ beim LUBW.
7. ↑  Schutzgebiete nach den einschlägigen Layern.

### Andere Belege
1. ↑  Albrecht Greule: Deutsches Gewässernamenbuch. Walter de Gruyter, Berlin / Boston 2014, ISBN 978-3-11-057891-1, S. 209, „³Harbach“ (Auszug in der Google-Buchsuche).
2. ↑  Wolf-Dieter Sick: Geographische Landesaufnahme: Die naturräumlichen Einheiten auf Blatt 162 Rothenburg o. d. Tauber. Bundesanstalt für Landeskunde, Bad Godesberg 1962. → Online-Karte (PDF; 4,7 MB)
3. ↑  Hansjörg Dongus: Geographische Landesaufnahme: Die naturräumlichen Einheiten auf Blatt 171 Göppingen. Bundesanstalt für Landeskunde, Bad Godesberg 1961. → Online-Karte (PDF; 4,3 MB)
4. ↑  Geologie nach den Layern zu Geologische Karte 1:50.000 auf: Mapserver des Landesamtes für Geologie, Rohstoffe und Bergbau (LGRB) (Hinweise). Ein ähnliches Bild bietet die unter → Literatur aufgeführte geologische Karte.